# ميخائيل بيركلاند
ميخائيل بيركلاند هو قانوني ومؤرخ وسياسي نرويجي، ولد في 16 ديسمبر 1830 في Eigersund ‏ في النرويج، وتوفي في 24 مايو 1896 في كريستيانية ‏ في النرويج. انتخب عضو برلمان النرويج ‏ عن دائرة Kristiania, Hønefoss og Kongsvinger ‏ خلال فترته النيابية ‏ (1883 – 1885) وانتخب نائب عضو برلمان النرويج ‏ عن دائرة Kristiania, Hønefoss og Kongsvinger ‏ خلال فترته النيابية ‏ (1877 – 1879) وانتخب عضو برلمان النرويج ‏ عن دائرة Kristiania, Hønefoss og Kongsvinger ‏ خلال فترته النيابية ‏ (1880 – 1882).